# The Fighting Temeraire
The Fighting Temeraire é uma pintura do artista inglês J. M. W. Turner.  Mostra o navio HMS Temeraire, que participou da Batalha de Trafalgar em 1805, sendo rebocado para seu ancoradouro final em Rotherhithe, no sudeste de Londres, em 1838 para ser sucateado. A pintura é exibida na National Gallery, Londres, tendo sido doada à nação em 1851 pelo artista. Em 2005 foi eleita a pintura favorita dos britânicos numa pesquisa organizada pela BBC.
Quando Turner pintou este quadro, o artista estava no auge de sua carreira, tendo ficado famoso por suas pinturas de perspetiva atmosféricas em que explora os assuntos do tempo (meteorológico), do mar e dos efeitos da luz. Ele viveu grande parte de sua vida nas margens do rio Tâmisa e fez muitas pinturas de navios e cenas da água; fazia pequenos esboços para posteriormente trabalhar a pintura no estúdio.
Os especialistas acreditam que muito provavelmente Turner não presenciou o reboque do Temeraire e que usou as sua liberdade criativa para a criação do quadro. Quando a Grã-Bretanha entrou nas guerras napoleônicas Turner tinha apenas dezoito anos, o que provavelmente despertou nele um forte sentimento patriótico. O Temeraire foi um navio muito conhecido devido ao seu desempenho heroico na batalha de Trafalgar e a sua venda pelo Almirantado tinha atraído uma cobertura considerável da imprensa da época, o que teria chamado a atenção do artista.

A pintura aparece durante o filme 007 Skyfall (2012) na cena em que o agente secreto James Bond (Daniel Craig) conhece o agente Q (Ben Whishaw). Nesta cena, Bond aguarda o contramestre na National Gallery enquanto contempla a pintura.
1. ↑  «Art in SkyFall». Bond Lifestyle. 11 de janeiro de 2013